# L'Assomption
L'Assomption är en stad (kommun av typen ville) och tätort (centre de population) i provinsen Québec i Kanada. Den ligger i regionen Lanaudière, i den sydöstra delen av landet, 180 km öster om huvudstaden Ottawa. Antalet invånare vid folkräkningen 2021 var 23 442 i kommunen och 16 443 i tätorten. Socknen med samma namn införlivades 1992 och socknen Saint-Gérard-Majella 2000.